# Čiekurkalns
Čiekurkalns – jeden z mikrorejonów Rygi – stolicy Łotwy – położony w dystrykcie Północnym. Według danych na rok 2021 Čiekurkalns zamieszkiwało 7609 osób, a gęstość zaludnienia wyniosła 1341 os./km².

## Geografia
Całkowita powierzchnia Čiekurkalns wynosi 5,67 km², czyli prawie 3 razy więcej niż średnia powierzchnia wszystkich mikroregionów Rygi.

## Galeria

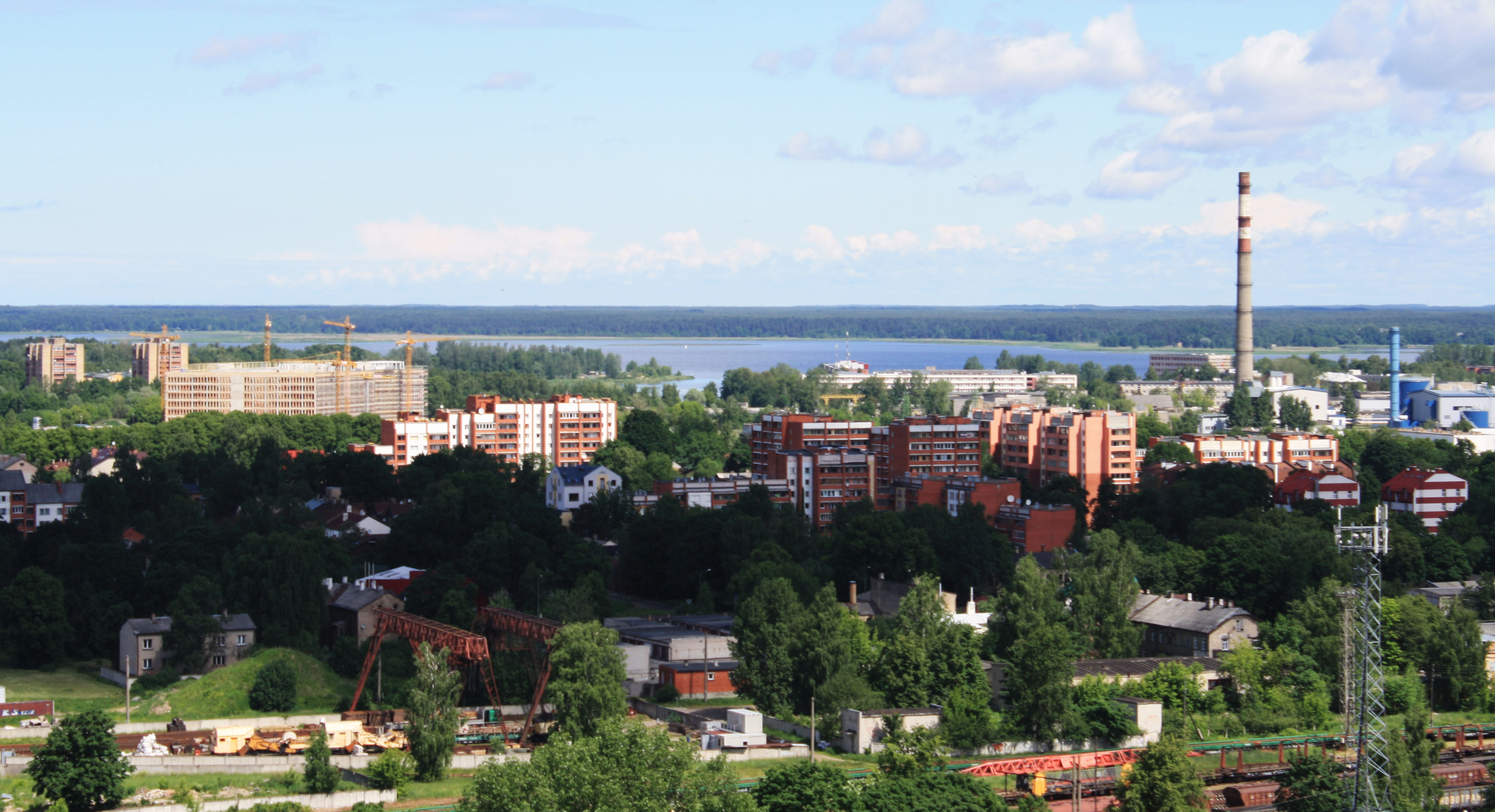
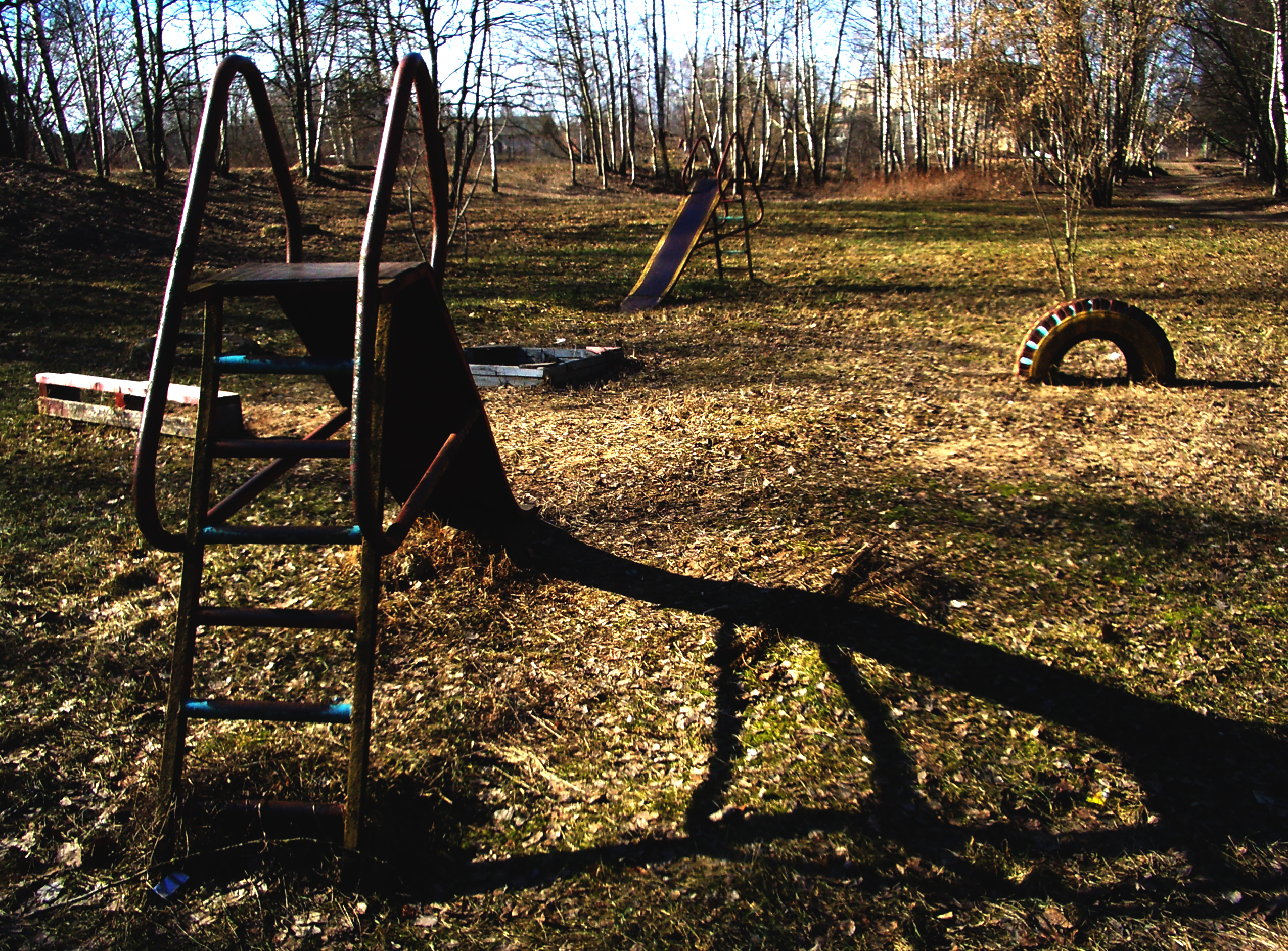
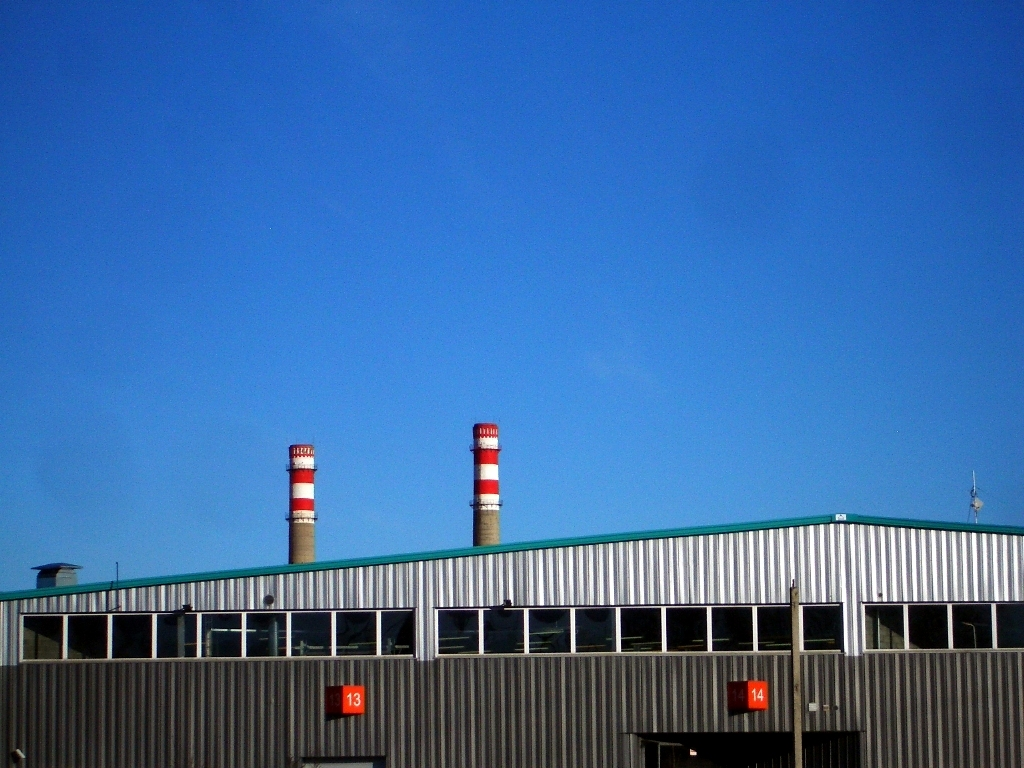
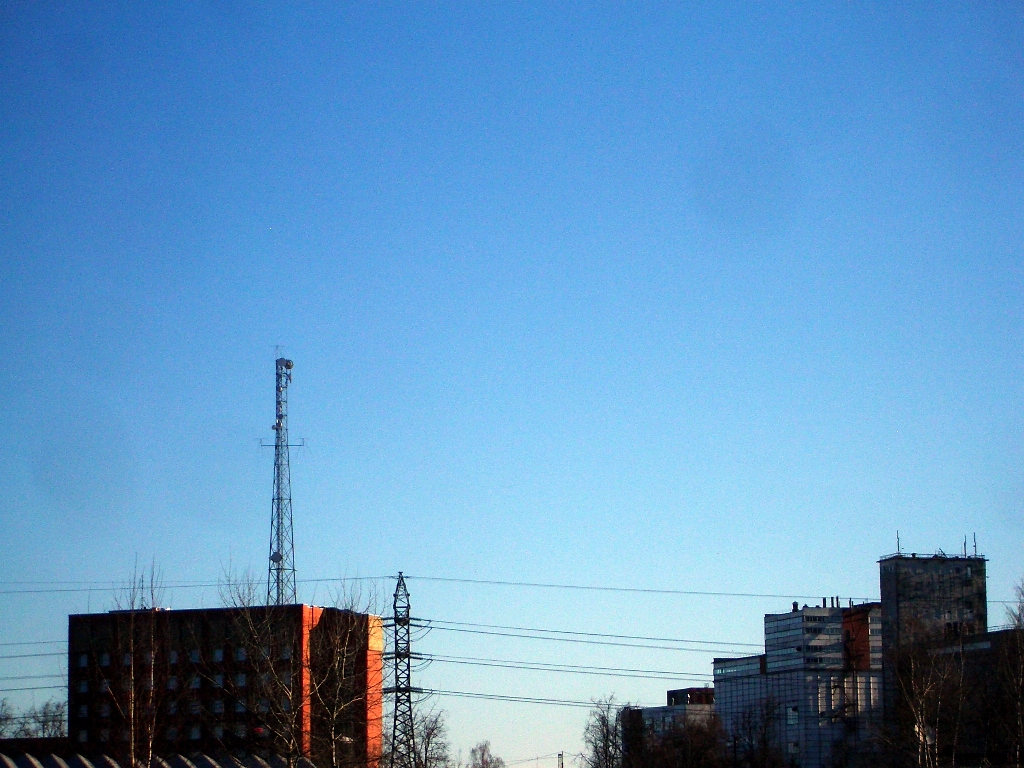
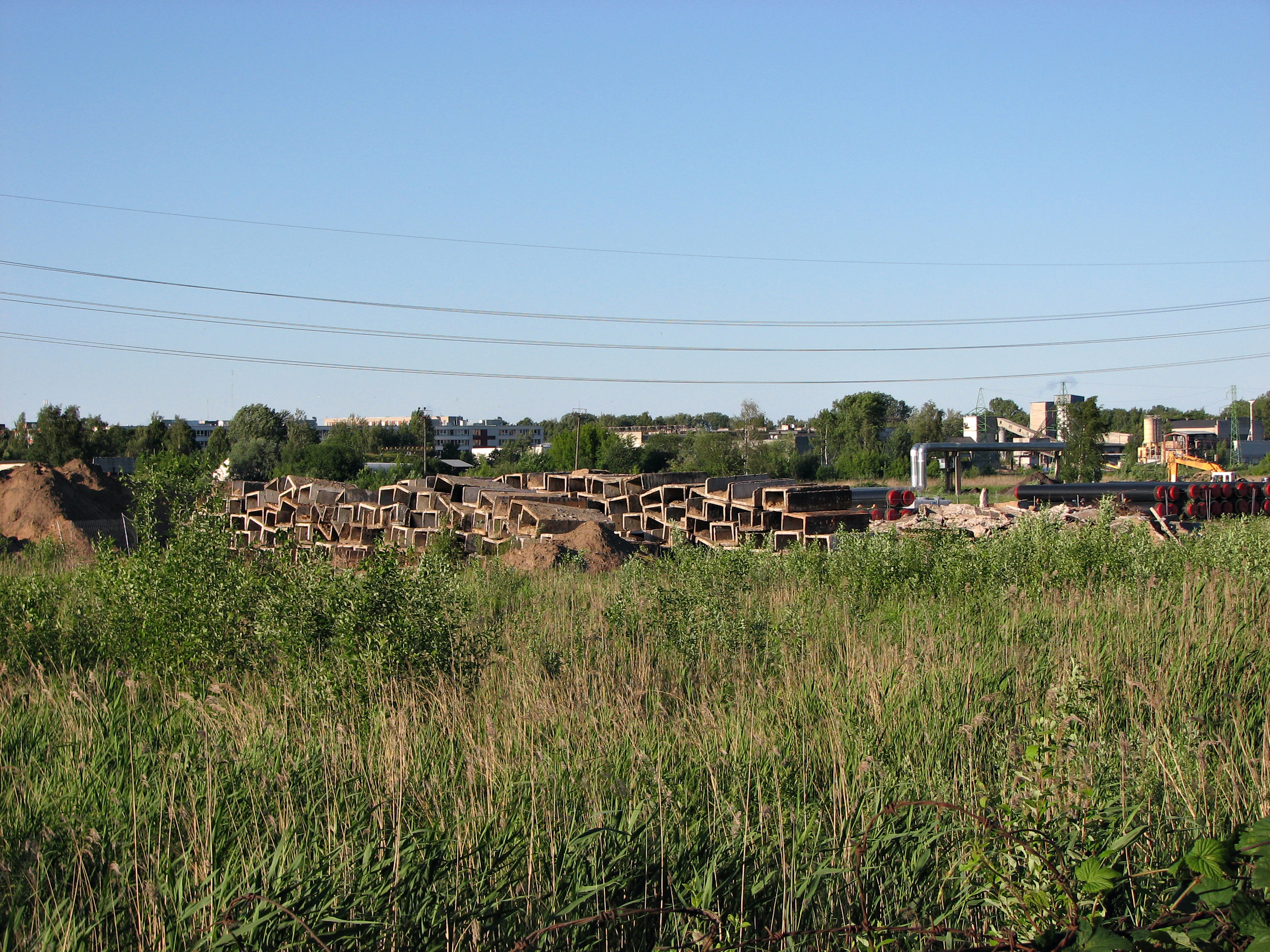